# 2563 Boyarchuk
2563 Boyarchuk eller 1977 FZ är en asteroid i huvudbältet som upptäcktes den 22 mars 1977 av den rysk-sovjetiske astronomen Nikolaj Tjernych vid Krims astrofysiska observatorium på Krim. Den har fått sitt namn efter den ryske astronomen Aleksandr Bojartjuk.
Asteroiden har en diameter på ungefär 24 kilometer och den tillhör asteroidgruppen Themis.